# Vinko Paradzik
Vinko Paradzik, född 9 oktober 1992, är en svensk simhoppare. Han har tävlat för både Jönköpings simsällskap och Södertälje simsällskap.

## Meriter
- SM
  - 2012 (sommar) i Karlskoga/Örebro - 1m: guld
  - 2017 (vinter) i Karlskoga/Örebro - 3m: guld
  - 2018 (vinter) i Karlskoga/Örebro - 1m: guld
  - 2019 (vinter) i Stockholm - 1m: guld